# Карагеоргис, Костас
Костас (Константинос) Карагеоргис (Карайоргис, греч. Κώστας Καραγιώργης; 1905, Лимни, Эвбея — 1954, Питешти) — греческий врач, журналист и политический деятель, антифашист, член ЦК Коммунистической партии Греции. Генерал-лейтенант Демократической армии Греции. Умер в тюрьме в Румынии.

## Биография
Константинос Карагеоргис (настоящая фамилия Гифтодимос — Γυφτοδήμος) родился в 1905 году в городке Лимни на острове Эвбея, в семье местного судьи. 
В пятнадцатилетнем возрасте вступил в Организацию коммунистической молодёжи Греции (ΟΚΝΕ). 
Закончил медицинский факультет в Афинах и работал врачом. 
Гонимый за свою политическую деятельность оказался в Германии в годы Веймарской республики. После поджога Рейхстага уехал в Париж, а затем в Москву. 
Вернулся в Грецию, работал в подполье, был арестован и сослан в период диктатуры генерала Метаксаса на остров Кимолос.

## Оккупация-Сопротивление
С началом греко-итальянской войны в октябре 1940 года, заключённые и сосланные греческие коммунисты просились на фронт, но получили отказ. Греческая армия отразила нападение Италии и перенесла военные действия на территорию Албании. Это была первая победа стран антифашистской коалиции против сил Оси. Итальянское весеннее наступление 09.03-15.03.1941 года в Албании показало, что итальянская армия не могла изменить ход событий, что делало вмешательство Германии для спасения своего союзника неизбежным.Немецкое вторжение в Грецию началось 6 апреля 1941 года. Немцы не смогли с ходу прорвать греческую оборону на Линии Метаксаса, что вынудило Гитлера заявить, что «из всех противников, которые нам противостояли, греческий солдат сражался с наибольшим мужеством». 
Но немецкие дивизии вышли к Фессалоники через югославскую территорию. Группа дивизий Восточной Македонии (4 дивизии) оказалась отрезанной от основных сил армии, ведущих военные действия против итальянцев в Албании, где находились 16 из общего числа 22 греческих дивизий:545. Дорога на Афины была открытой для германских дивизий. Ещё до окончательного раздела Греции на три зоны оккупации, германскую, итальянскую и болгарскую, Карагеоргис бежал 20 апреля с острова Кимолос, вместе с группой других сосланных на остров коммунистов 
Он включился в Сопротивление. 
Был назначен центральным комитетом КПГ в декабре 1942 года, генеральным секретарём провинциальной партийной организации Фессалии:619,
приняв этот пост у Адама Музенидиса:44. 
Под его руководством компартия с успехом развернула деятельность Национально-освободительного фронта в Фессалии. 
В феврале 1943 года был создан партизанский штаб Фессалии куда вошёл и Карагеоргис:18. 
В марте 1943 года по приказу Карагеоргиса силы Народно-освободительной армии  (ЭЛАС) разоружили отряд полковника Сарафиса, посланный в Фессалию англичанами и политиками из Афин, для создания противовеса ЭЛАС. 
Впоследствии Сарафис стал командующим ЭЛАС:620. 
В мае 1944 года Карагеоргис отклонил предложение лидера Крестьянской партии К Гаврилидиса о разделе земли. 
Карагеоргис заявил, что «конечно мы могли бы решить аграрный вопрос за 24 часа, как это сделали французская и русская революции....но КПГ не намерена этого делать, пока продолжается война. После войны мы включим этот вопрос в свою предвыборную программу». 
В ноябре 1944 года политбюро КПГ назначило его директором партийной газеты Ризоспастис. Он оставался  на этом посту до ноября 1947 года, когда был вынужден уйти в горы и вступить в  Демократическую армию Греции (ΔΣΕ). 

## Гражданская война
Карагеоргис, вместе с Вафиадисом, принадлежал к группе руководства КПГ которая считала, что без резервов и поддержки из-за рубежа Демократическая армия должна продолжать придерживаться тактики партизанской войны. Напротив, группа возглавляемая генсеком партии Захариадисом, настаивала на транформацию Демократической армии в регулярную армию и следованию соответствующей тактике:858. 
Карагеоргис имел опыт врача-диетолога, опыт подпольщика, опыт журналиста, но никак не военный опыт. 
Несмотря на это, ему было присвоено звание генерал-лейтенанта:880. 
В начале 1948 года, в звании генерал-лейтенанта, он принял командование Отделом Генерального Штаба Южной Греции (Κλιμάκιο Γενικού Αρχηγείου Νότιας Ελλάδας) Демократической армии (ΔΣΕ) :861, с зоной ответственности Фессалия и Средняя Греция. 
В декабре 1948 года 2-я дивизия, находившаяся в подчинении Карагеоргиса, приняла участие в операции по занятию города Кардица :874. 
Незадолго до операции по занятию города Карпенисион, он перешёл в горы Граммос, чтобы принять участие в 3-м пленуме центрального комитета КПГ (30-31 января 1949 года). 
Остался при генеральном штабе в горах Граммос, и в боях лета 1949 года, в горах Граммос-Вици, был тяжело ранен. 

### После гражданской войны
После поражения Демократической армии в августе 1949 года, он стал политическим эмигрантом в Румынии. 
Разногласия с генсеком компартии, Захариадисом, привели к постановлению Политбюро, где Карагеоргис был охарактеризован «авантюристом, который хотел занять пост руководителя партии». 
Обвинение компартии, а затем последовавший арест и допрос полицией социалистической Румынии, стали психологическим ударом для коммуниста Карагеоргиса и подорвали его здоровье. 
Он умер, в 1954 году, в тюрьме Мардзинени в Питешти 
Карагеоргис был женат на Марии Агрияннаки, бывшей также членом компартии. 

## Внешние ссылки
- Ψέματα και αλήθειες για τον Κ. Καραγιώργη, του Μάκη Μαϊλη